# FK Radnički Obrenovac
FK Radnički Obrenovac é um clube de futebol de Obrenovac, Sérvia.O clube descende do Milicionar.

## História

### Temporadas recentes
| Anos    | Liga         | Pos. | Pl. | W  | D  | L  | GS | GA | P  | Copa             | Notas                    | Gerente           |
| ------- | ------------ | ---- | --- | -- | -- | -- | -- | -- | -- | ---------------- | ------------------------ | ----------------- |
| 1999-00 | 4 - Belgrado | 3    | 42  | 24 | 9  | 9  | 88 | 40 | 81 | não se qualifica | Promovido a 3 - Belgrado |                   |
| 2000-01 | 3 - Belgrado | ?    | ?   | ?  | ?  | ?  | ?  | ?  | ?  | não se qualifica | Promovido a 2 do Norte   |                   |
| 2001-02 | 2 - Norte    | 1    | 34  | 22 | 8  | 4  | 47 | 15 | 74 | Quartas-de-Final | Promovido                |                   |
| 2002-03 | 1            | 12   | 34  | 11 | 11 | 12 | 35 | 41 | 44 | não se qualifica |                          |                   |
| 2003-04 | 1            | 15   | 30  | 4  | 12 | 14 | 18 | 47 | 24 | Visita 32        | Relegado                 |                   |
| 2004-05 | 2 - Sérvia   | 17   | 38  | 11 | 10 | 17 | 26 | 50 | 43 | Visita 32        | Relegado Playoff         |                   |
| 2005-06 | 3 - Belgrado | 16   | 38  | 14 | 4  | 20 | 45 | 56 | 46 | não se qualifica | Promovido Playoff        | Miloš Veselinović |
| 2006-07 | 3 - Belgrado | 7    | 34  | 14 | 10 | 10 | 44 | 31 | 52 | não se qualifica |                          | Miloš Veselinović |